# Panagia Gorgoepikoos

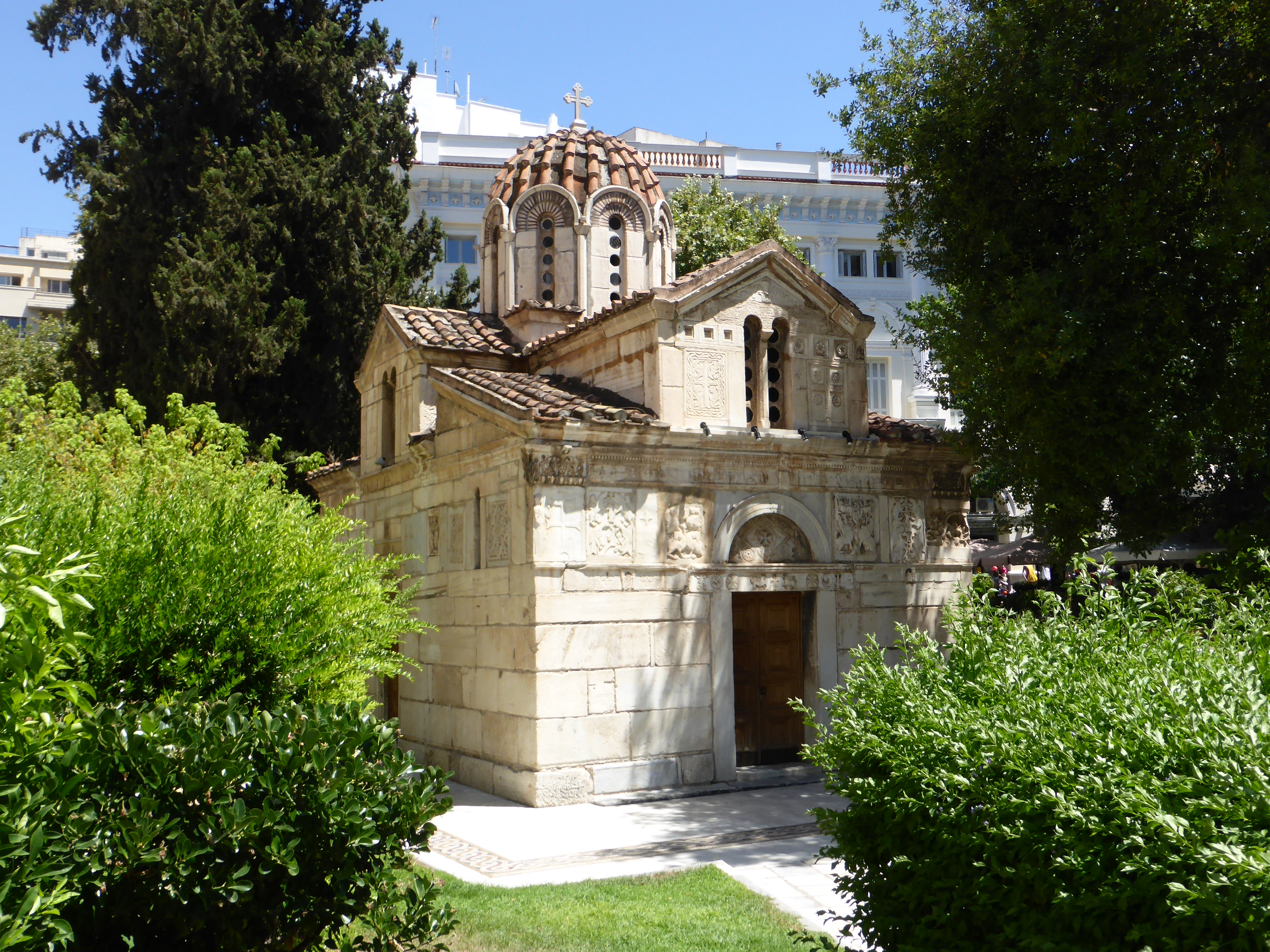
Die Kirche Panagia Gorgoepikoos (auch Agios Eleutherios oder Kleine Mitropolis genannt)

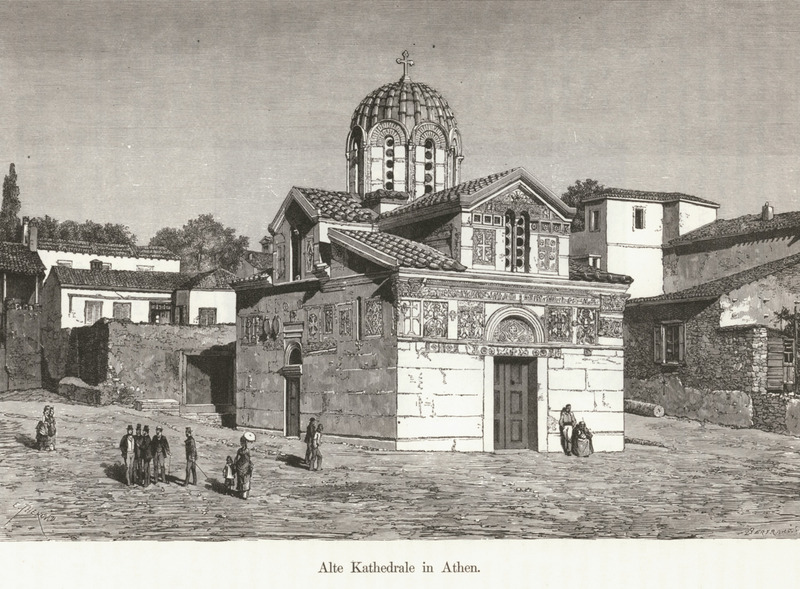
Historisches Foto (1887)

Die Panagía Gorgoepíkoos (griechisch Παναγία Γοργοεπήκοος) ist eine byzantinische Kirche in der Innenstadt von Athen, in einem kleinen Park neben der Kathedrale, dem Sitz des orthodoxen Erzbischofs von Athen. Eine Besonderheit dieser Kirche sind etwa 90 Reliefs aus verschiedenen Epochen, die aus der Fassade eine Art Freilichtmuseum der antiken und byzantinischen Bauplastik machen.

## Namen
Die Kirche wurde ursprünglich  der „schnell erhörenden“ (gorgoepikoos) Gottesmutter geweiht; dieser Name bezieht sich auf eine als wundertätig geltende Ikone, die den kostbarsten Schatz der Kirche darstellt. Ehemals diente diese Kirche dem Erzbischof (Metropoliten) von Athen als Privatkapelle (daher der Name Kleine Mitropolis, unter dem sie auch bekannt ist). 
Nach dem Griechischen Unabhängigkeitskrieg wurde die Kirche Panagia Gorgoepikoos über zwei Jahrzehnte überhaupt nicht genutzt und 1841 in eine Bibliothek umgewandelt, die Vorgängerin der heutigen Nationalbibliothek. Auch eine kleine Inschriftensammlung war hier untergebracht.
1868 wurde der Kirchenbau dann Christus dem Erlöser neu geweiht, ein Name, der sich aber nicht durchsetzen konnte und nach kurzer Zeit durch den volkstümlichen Namen Ágios Elefthérios (Άγιος Ελευθέριος) ersetzt wurde.

## Geschichte

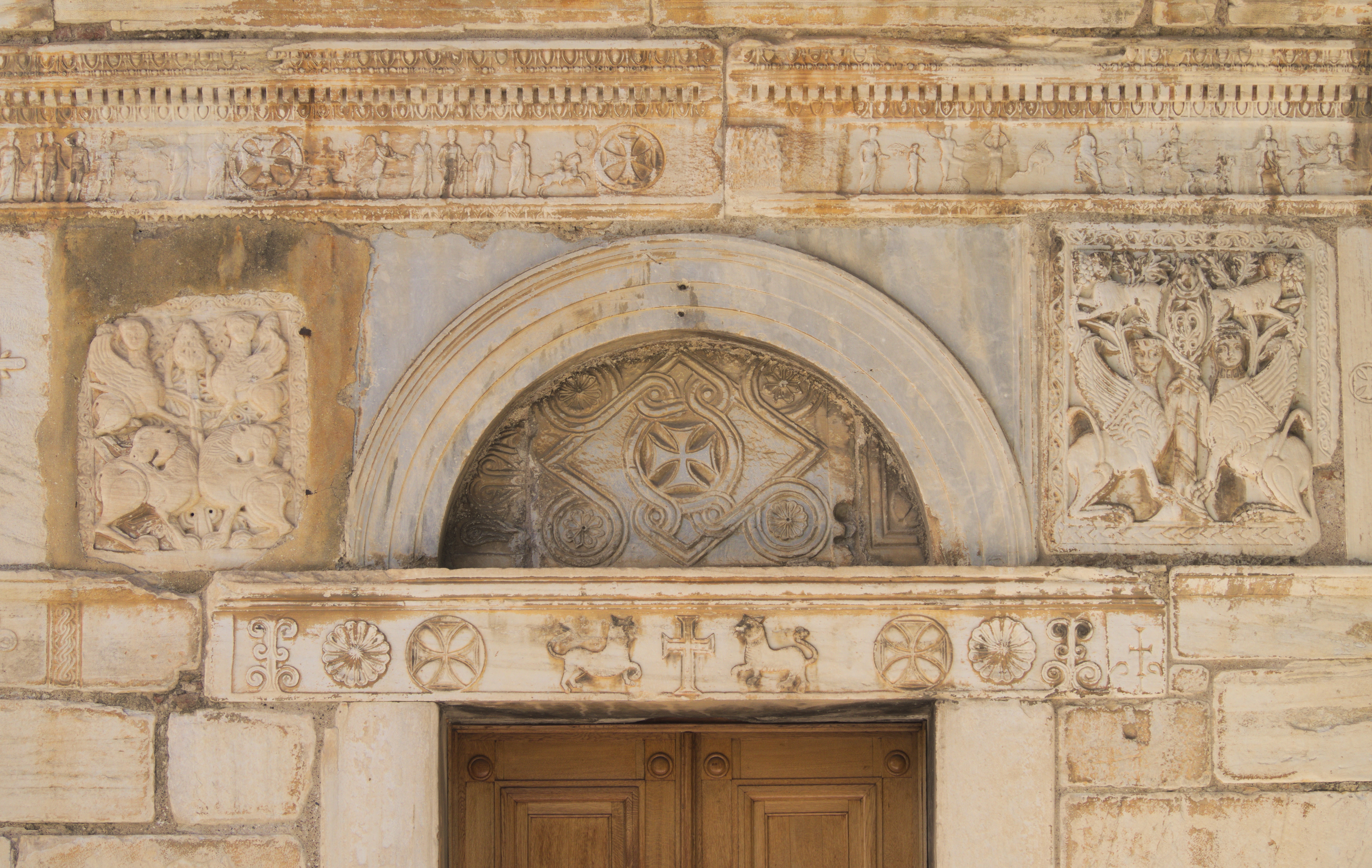
Westseite, Hauptportal mit attischem Kalenderfries. Beim ersten Malteserkreuz links oben: Schiffskarren der Panathenäen

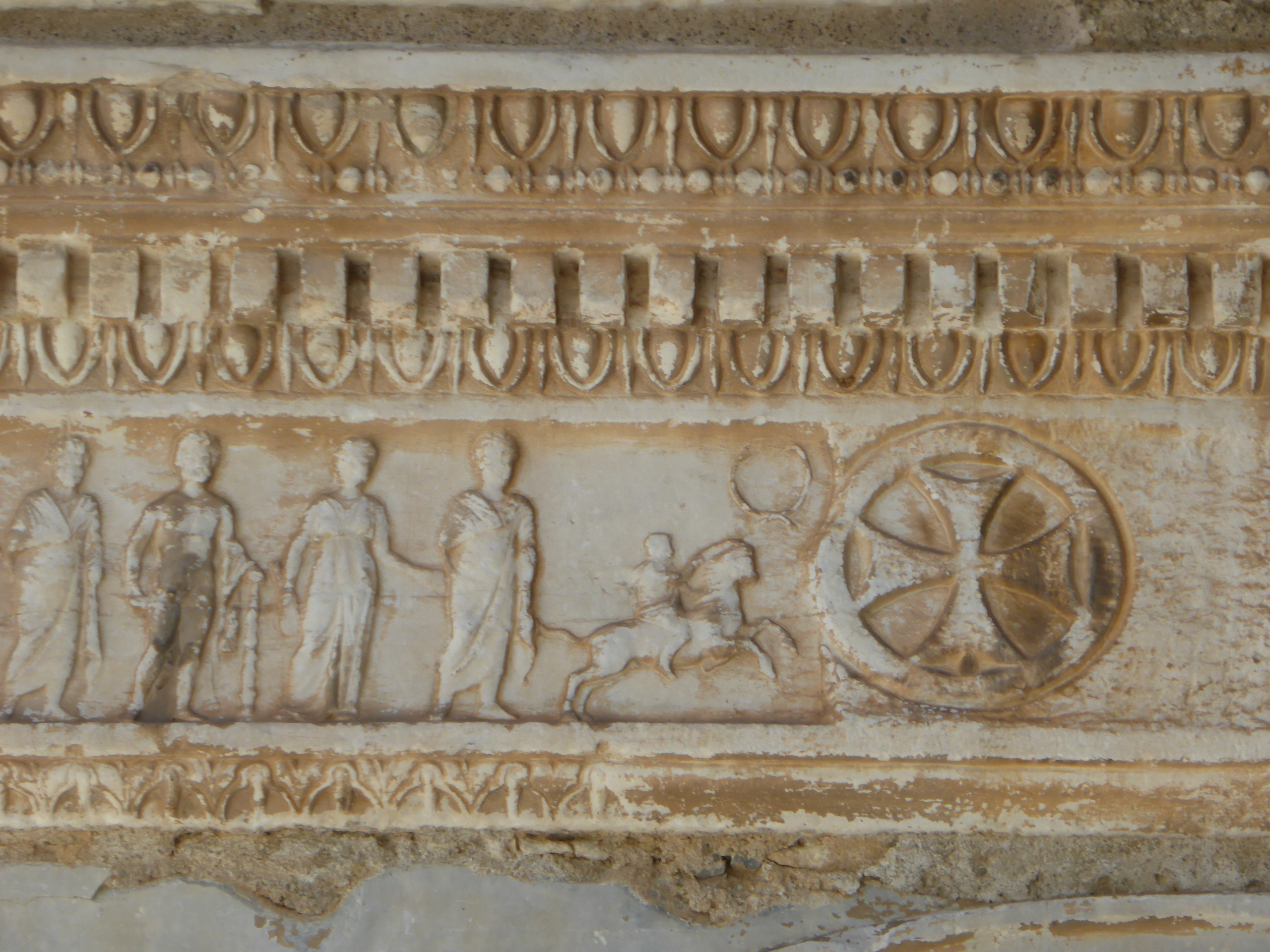
Detail der Westfassade: Spolie mit Monatsbildern des attischen Kalenders

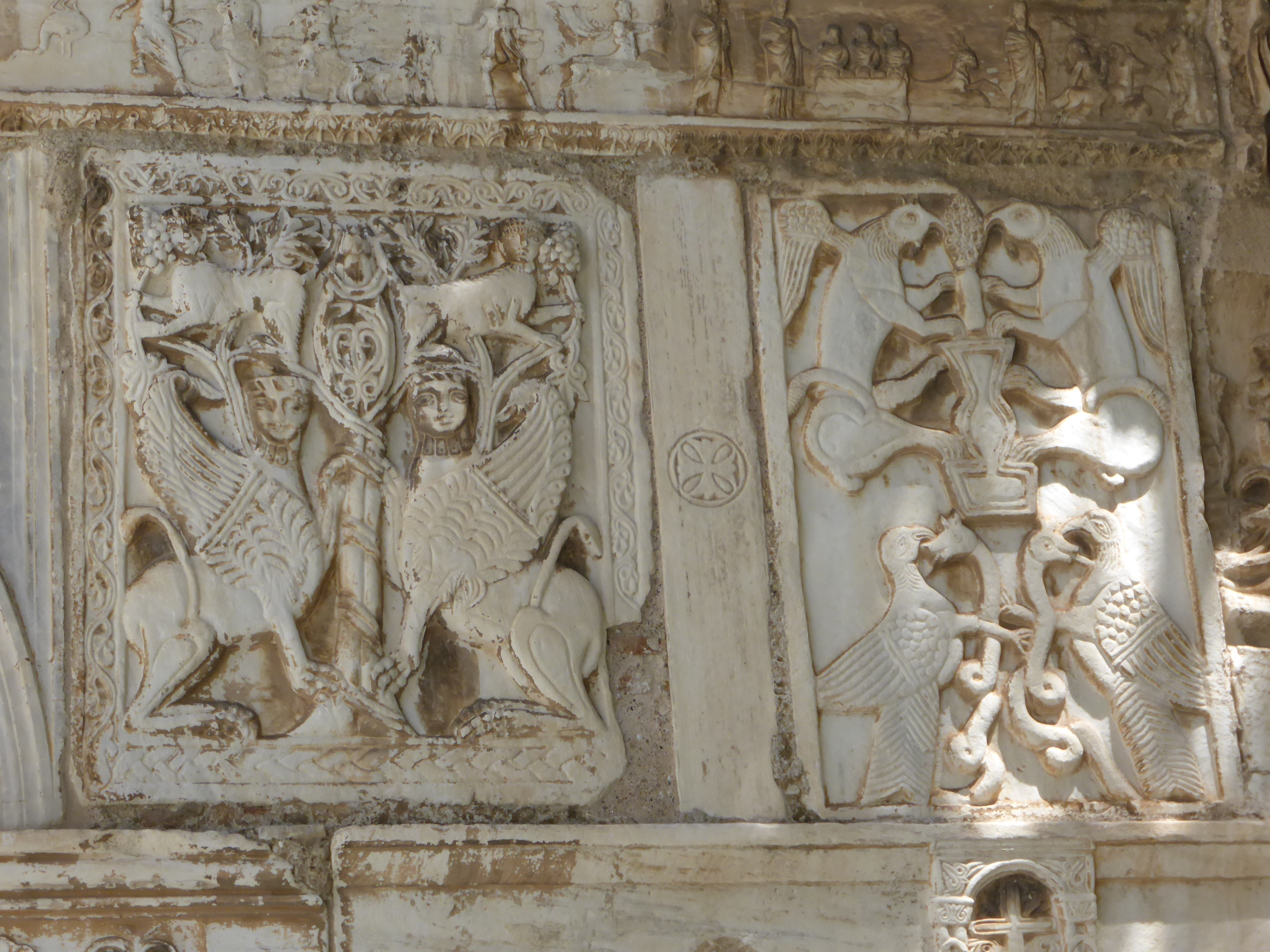
Sphingen und Greifen

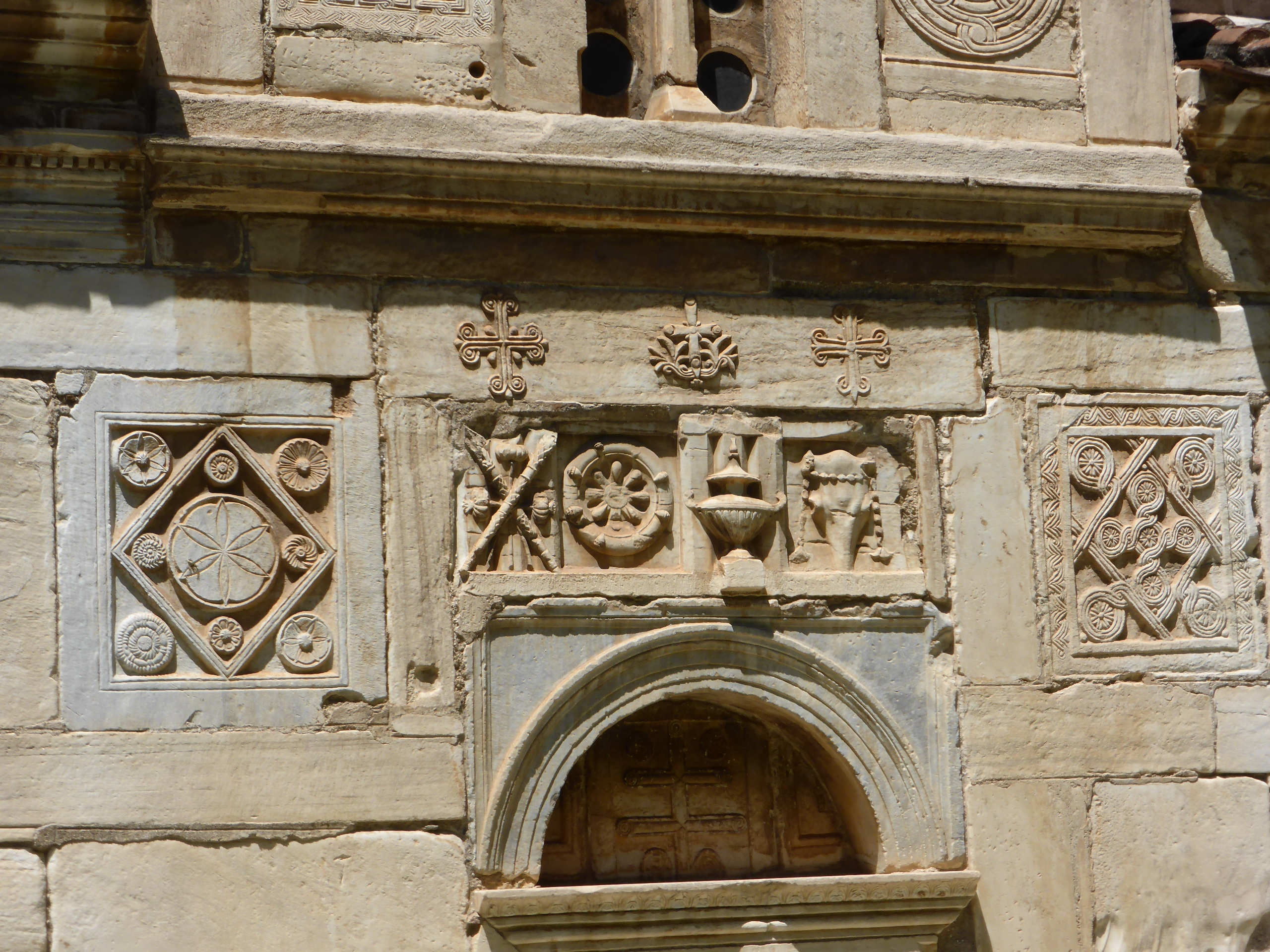
Symbolfries über dem Südeingang

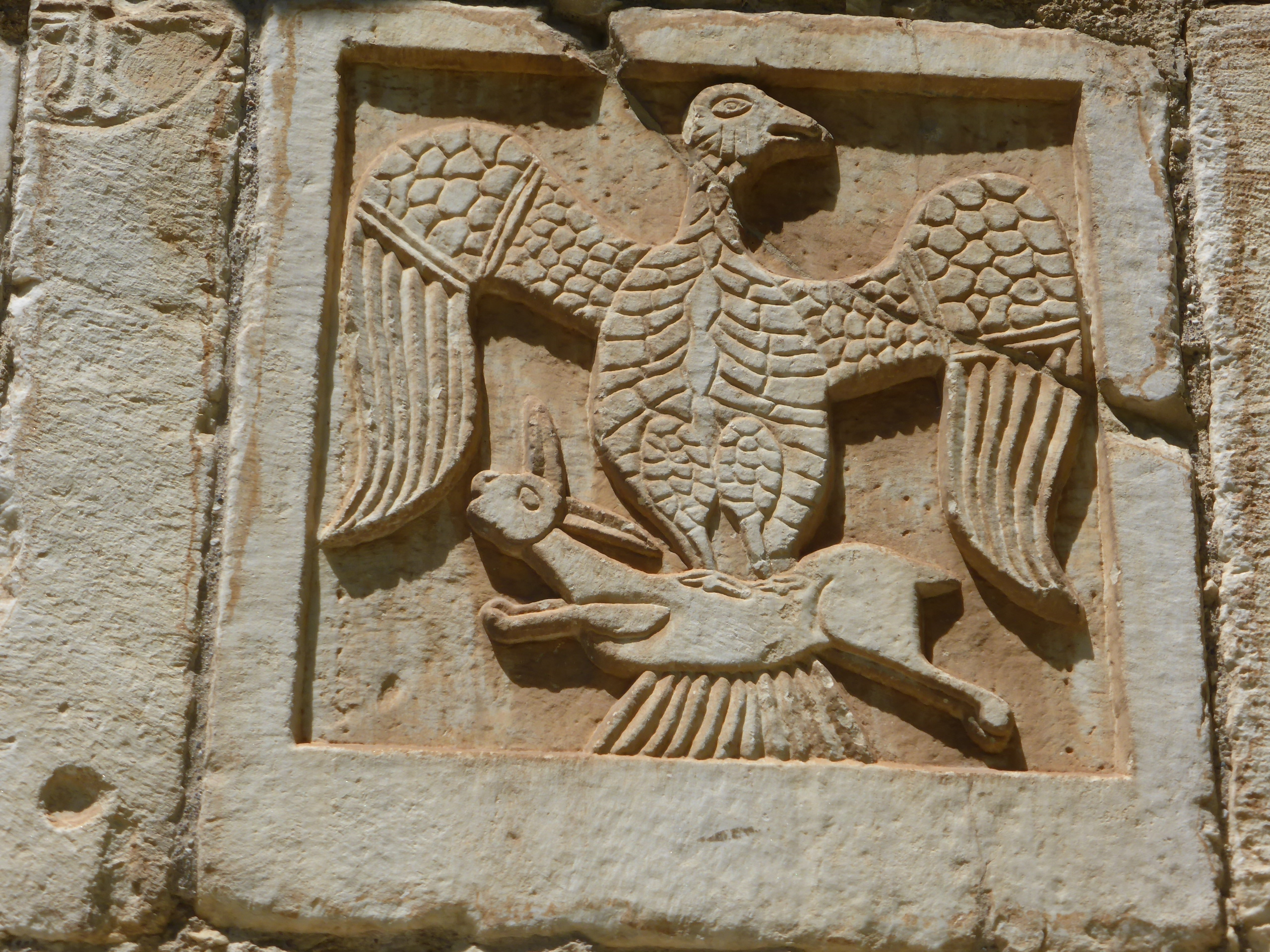
Adler und Hase

Obwohl die Lokaltradition den Kirchenbau als Stiftung der Kaiserin Irene ansieht, die in Athen geboren war, datieren die meisten Fachleute den Kirchenbau ins 12. oder 13. Jahrhundert. 
Seit Mitte des 7. Jahrhunderts gehörte der Vorgängerbau der gegenwärtigen Kirche dem Kloster Agios Nikolaos, das seinerseits wieder dem Kloster Kaisariani unterstand. Der Ökumenische Patriarch zu Konstantinopel hatte aber das Kloster Kaisariani mit allen seinen Besitzungen dem Erzbischof von Athen als Pfründe übereignet; so ergab es sich, dass der Athener Erzbischof seinen Wohnsitz beim Kloster Agios Nikolaos hatte und die Kirche Panagia Gorgoepikoos als Privatkapelle nutzte. Wie alte Abbildungen zeigen, war die Kirche Panagia Gorgoepikoos um 1800 von einer Mauer und Nebengebäuden umgeben. 
Bei der Belagerung von Athen 1827 wurde das Kloster Agios Nikolaos zerstört, die Nebengebäude der Kirche Panagia Gorgoepikoos legte man nieder, aber die kleine Kirche selbst blieb unversehrt. 1834 war die Innenausmalung noch vorhanden, sie ging bei der Nutzung als Bibliothek verloren. Die dekorative Wirkung der Fassade durch die verschiedenartigen Reliefs war zu dieser Zeit nicht erkennbar, denn eine bemalte Stuckschicht verdeckte das Baumaterial.

## Baubeschreibung
Die Kirche Panagia Gorgoepikoos ist eine Kreuzkuppelkirche (7,6 m × 12,2 m), deren hohe achteckige Kuppel ursprünglich durch vier Säulen getragen wurde, an deren Stelle bei der Renovierung im 19. Jahrhundert vier Pfeiler traten. Sie hat im Westen einen Vorraum (Narthex) und im Osten drei Apsiden, wobei die mittlere Apsis größer ist. Sie ist fast zur Gänze aus Baumaterial errichtet, das von älteren Gebäuden stammt, unter anderem weißer pentelischer Marmor und bläulicher Hymettosmarmor, Poroskalk und Ziegeln.
Der Haupteingang erfolgt von Westen durch eine zentrale Tür, die, wie man annimmt, von der Vorgängerkirche stammt. Zwei Nebentüren befinden sich an der Nord- und Südseite. Vom Narthex führen drei Türen in den Chorraum. 
Von den Fresken, mit denen die Kirche einst ganz ausgemalt war, hat sich nur die Darstellung der Jungfrau Maria in der Apsis erhalten (13./14. Jahrhundert).

## Beschreibung einiger Spolien
- Westseite, über dem Eingangsportal: vier Reliefplatten mit Sphingen und Greifen, die nach Michel/Struck Seitenplatten byzantinischer Brunnen waren;[3] eine der Platten mit dem Greifenmotiv besitzt ein sehr ähnliches Pendant an der Fassade der Kirche von San Marco, Venedig.
- Westseite, über dem Eingangsportal: antiker Fries mit Darstellung des attischen Festkalenders mit Monatsarbeiten und Tierkreiszeichen. Unter den Monatsdarstellungen ist der Monat Hekatombaion wichtig, der erste Monat des attischen Jahres. Das Monatsbild ist hierbei der Schiffskarren der Panathenäen mit dem heiligen Peplos; es ist die einzige bildliche Darstellung dieses aus der Literatur bekannten Schiffes. Leider wird die Darstellung beeinträchtigt durch zwei in den Jahren der Lateinerherrschaft hier angebrachte Malteserkreuze.

- Nordseite: Flachrelief, das zwei rosettengeschmückte Henkelkrüge auf Schalen darstellt. Michel/Struck sehen hierin einen Verweis auf die Eucharistie und entsprechend in dieser Platte einen Schmuck des Altarraums in Zweitverwendung.[4]
- Nordseite: Griechisches nachklassisches Grabrelief mit zwei trauernden Frauen.[5]
- Nordseite: Überarbeitetes antikes Relief, von dem in der Mitte die Darstellung einer männlichen Figur mit Bart und wirrem Haar erhalten blieb, während links und rechts die antiken Motive durch Anbringung von Kreuzen unkenntlich gemacht wurden.[6]
- Nordseite: Antike Ex-Voto-Reliefs.

- Ostgiebel: zwei Reliefs, die nach Steiner zeitgenössisch zum Parthenonfries sind und einen Festsieg darstellen: a) die siegreiche attische Phyle nimmt ihren Preis in Empfang, daneben ein Jugendlicher und sich bäumende Pferde, was wohl auf einen Wettkampf im Pferderennen hindeutet; b) eine Nike überreicht einer mit dem Peplos bekleideten Frau einen unbestimmbaren Gegenstand.[7]
- Ostseite: Marmorquader mit einem archaischen Fries; dargestellt ist ein Trauerzug für die Gefallenen einer Schlacht.
- Ostseite: Byzantinische Brunnenplatte, die einen Löwen zeigt, der ein Reh erbeutet hat.[8]
- Ostseite: Relief mit der Darstellung von Tanzenden.

- Südseite, über dem Nebeneingang: antike Reliefplatte. Motive von links nach rechts: Samenkapseln des Mohns, ein Symbol in den eleusinischen Mysterien; eine Omphalosschale; ein zweihenkliges Gefäß mit Deckel; ein mit Wollbinden geschmücktes Bukranion.
- Südseite: Byzantinische Brunnenplatte mit dem Motiv des Adlers, der einen Hasen in gestrecktem Lauf ergreift.[9]